# Championnat des îles Féroé de football 1980
Navigation
1. Deild 1979 1. Deild 1981
La saison 1980 du Championnat des îles Féroé de football était la 39e édition de la première division féroïenne à poule unique, la 1. Deild. Les huit meilleurs clubs du pays jouent les uns contre les autres à deux reprises durant la saison, à domicile et à l'extérieur.
En fin de saison, le dernier du classement est relégué et remplacé par le champion de 2. Deild.
C'est le TB Tvoroyri qui remporte le titre cette saison en terminant en tête du classement, 5 points devant le HB Torshavn (une nouvelle fois vainqueur de la Coupe des îles Féroé.) et 8 points devant le duo KÍ Klaksvík-GI Gota, tout juste promu en 1. Deild cette année. C'est le 6e titre de champion de l'histoire du TB Tvoroyri. Le tenant du titre, l'IF Fuglafjordur ne termine qu'à la 5e place, à 12 points du TB Tvoroyri.
En bas de classement, le MB Midvagur ne parvient pas à se maintenir parmi l'élite.

## Les clubs participants
- B36 Tórshavn
- GI Gota - Promu de 2. Deild
- HB Tórshavn
- IF Fuglafjordur - Tenant du Titre
- KÍ Klaksvík
- MB Midvagur
- TB Tvøroyri
- VB Vágur

## Compétition

### Classement
Le barème de points servant à établir le classement se décompose ainsi :
- Victoire : 2 points
- Match nul : 1 point
- Défaite : 0 point

| Rang | Équipe              | Pts | J  | G  | N | P  | Bp | Bc | Diff |
| ---- | ------------------- | --- | -- | -- | - | -- | -- | -- | ---- |
| 1    | TB Tvoroyri         | 25  | 14 | 12 | 1 | 1  | 52 | 10 | +42  |
| 2    | HB Torshavn (C)     | 20  | 14 | 9  | 2 | 3  | 31 | 19 | +12  |
| 3    | KÍ Klaksvík         | 17  | 14 | 7  | 3 | 4  | 18 | 16 | +2   |
| 4    | GI Gota (P)         | 17  | 14 | 7  | 3 | 4  | 26 | 26 | 0    |
| 5    | IF Fuglafjordur (T) | 13  | 14 | 5  | 3 | 6  | 18 | 19 | -1   |
| 6    | VB Vagur            | 9   | 14 | 3  | 3 | 8  | 13 | 20 | -7   |
| 7    | B36 Tórshavn        | 6   | 14 | 2  | 2 | 10 | 12 | 26 | -14  |
| 8    | MB Midvagur         | 5   | 14 | 2  | 1 | 11 | 10 | 44 | -34  |

|  | Vainqueur du championnat 1980                                                                    |
|  | Relégation en 2. Deild                                                                           |
|  | (T) Tenant du titre (C) Vainqueur de la Coupe des îles Féroé (P) Club promu de deuxième division |

### Résultats[n 1]
| Résultats (▼dom., ►ext.) | B36 | GÍG | HB  | ÍF  | KÍ  | MBM | TBT | VBV |
| B36 Tórshavn             |     | 2-4 | 2-3 | 0-1 | 1-1 | 2-0 | 0-1 | 1-0 |
| GI Gota                  | 2-2 |     | 1-1 | 0-3 | 2-1 | 5-1 | 0-3 | 4-1 |
| HB Tórshavn              | 1-0 | 7-1 |     | 3-1 | 1-3 | 5-0 | 0-5 | 4-0 |
| ÍF Fuglafjørður          | 1-0 | 1-1 | 1-3 |     | 0-1 | 3-0 | 2-2 | 1-1 |
| KÍ Klaksvík              | 2-1 | 0-1 | 0-2 | 0-5 |     | 1-1 | 3-2 | 5-1 |
| MB Midvagur              | 2-0 | 0-4 | 0-3 | 1-2 | 0-1 |     | 1-5 | 1-2 |
| TB Tvøroyri              | 7-1 | 3-0 | 5-1 | 4-1 | 4-0 | 1-0 |     | 2-0 |
| VB Vágur                 | 2-0 | 0-1 | 0-0 | 1-0 | 0-0 | 2-3 | 1-7 |     |

## Bilan de la saison
| Championnat des îles Féroé de football 1980 |                        |
| Champion                                    | TB Tvoroyri (6e titre) |
| Coupes et trophées                          |                        |
| Vainqueur de la Coupe des îles Féroé 1980   | HB Torshavn            |
| Promotions et relégations                   |                        |
| Promus en 1. deild                          | B68 Toftir             |
| Relégués en 2. deild                        | MB Midvagur            |